# 施鵬
施鵬（1582年—？年），字祖鯤，號雲翼，福建福州府福清縣人，侯官縣民籍，

## 生平
癸卯福建鄉試第七十名舉人，萬曆三十八年（1610年）庚戌科會試一百五十六名，廷试二甲三十五名進士。戶部觀政，改浙江溫州府學教授，四十三年陞國子監助教，四十四年陞戶部主事，四十六年奉差管理河西務鈔關，養病。天啓間，起為浙江溫州府知府。五年五月升为广东按察司副使、高肇兵备道，七年二月升为本省布政使司右参政、雷廉兵备。崇祯初升按察使，三年二月升本省右布政使。

## 家族
曾祖施文明，祖施廷瑀，父施天受，母周氏。慈侍下。兄默；通（監生）；雲龍（庠生）；守謙（庠生），弟勳；儒；杰；守詔（吏員）；尚禮。